# Unió Esportiva Poble Sec
La Unió Esportiva Poble Sec és el club de futbol més representatiu del barri del Poble Sec de la ciutat de Barcelona.

## Història
El 3 de gener de 1928 es funda la Unió Esportiva Poble Sec, fruit de la unió del CF Purísima amb altres equips del barri (Margarit, Palma i Rodas). L'equip adoptà els colors dels seus quatre elements (violeta, blau, verd i grana), actualment juga blau i blanc. Va començar a jugar als camps de la Fransa, l'any 1936 inaugurà l'estadi de La Satalia. N'ha estat jugador Ferran Olivella i Pons. L'any 1958 aconsegueix el Trofeu General Moscardó, després d'imposar-se al C.E. Ibèria en la final disputada a l'estadi de les Corts.
Actualment disputa els seus partits a l'Estadi Municipal de la Satalia. Abans, disputava els partits a l'estadi El Pau negre i  el Nou Sardenya, a causa de la remodelació de gespa artificial. La temporada 2009/10, el Sec, comptà a les seves files al famós i veterà jugador Claudiu Raducanu el qual aquest disputà partits durant 2 mesos. El club té un grup d'animació anomenat Infern Satàlic. Després de 85 anys d'història la junta directiva decidí d'abandonar la tercera catalana, per a la continuïtat de l'entitat. El següent any jugarà a la Quarta catalana de futbol.

## L'estadi
L'estadi té una capacitat màxima de 1.200 persones, encara que no hi ha seients. És de gespa artificial, des de l'any 2008. L'estadi, és situat al carrer Margarit, on antigament era l'entrada única i principal al recinte esportiu. Amb la remodelació de la Satalia, es va enderrocar la graderia situada darrera de la porteria, per acoblar-hi un camp de futbol 7, vestuaris i el bar, es pot accedir-hi al recinte a través d'unes rampes que l'Ajuntament va construir-hi.

## Palmarès
- 1 Trofeu Moscardó:
  - 1957/58

## Temporades
Fins a l'any 2011-12 el club ha militat 7 temporades a Tercera Divisió, 10 a Primera Catalana i 17 a Preferent Territorial.
| - 1954-55: 3a Divisió 8è - 1955-56: 3a Divisió 6è - 1956-57: 3a Divisió 20è - 1957-58: 3a Divisió 1r - 1958-59: 3a Divisió 10è - 1959-60: 3a Divisió 16è - 1962-63: 3a Divisió 15è - 1991-92: 1a Div. Catalana 18è - 2002-03: 1a Div. Catalana 4t - 2003-04: 1a Div. Catalana 16è | - 2004-05: 1a Div. Catalana 16è - 2005-06: 1a Div. Catalana 7è - 2006-07: 1a Div. Catalana 13è - 2007-08: 1a Div. Catalana 8è - 2008-09: 1a Div. Catalana 12è - 2009-10: 1a Div. Catalana 12è - 2010-11: 1a Div. Catalana 20è - 2011-12 Segona Catalana grup 2 17è - 2012-13 Tercera Catalana grup 11 - 2016-17 Quarta catalana grup 17 1r |